# Tridentopsis
Tridentopsis är ett släkte av fiskar. Tridentopsis ingår i familjen Trichomycteridae.
Kladogram enligt Catalogue of Life:
| Tridentopsis | \| \| Tridentopsis cahuali \| \| \| \| \| \| Tridentopsis pearsoni \| \| \| \| \| \| Tridentopsis tocantinsi \| \| \| \| |
|              | \| \| Tridentopsis cahuali \| \| \| \| \| \| Tridentopsis pearsoni \| \| \| \| \| \| Tridentopsis tocantinsi \| \| \| \| |
|              | Tridentopsis cahuali |
|              | |
|              | Tridentopsis pearsoni |
|              | |
|              | Tridentopsis tocantinsi                                                                                                  |
|              | |